# Ceklin
Ceklin je crnogorsko pleme iz Riječke nahije koje je od područja planine Ceklinštak osvojilo u drugoj polovici 17. stoljeća nova područja sve do rijeke Rijeke Crnojevića i Skadarskog zaleđa. Ovo ratoborno pleme svoje granice nije širilo bez otpora, nakon što su potisnuli Bjelice, oni se već početkom 18. stoljeća nalaze na Skadarskom jezeru protjeravši poturčeno stanovništvo. Iz Stare plemenske oblasti i novoosvojenih predjela stvorili su čvrstu plemensku cjelinu koja se sastoji od više naselja, koja se po njima, sastoje od 'sela' i 'seoca'. Plemensko središte je Ceklin koji se sastoji od trinaest bratstava. Ostala naselja su Strugari, Ulici. Bokovo, Jankovići, Đalci, Drušići, Rvaši, Zagora, Bobija, Vranjina, Dujeva (s više manjih naselja: Mihailovići, Trnovi Do i Riječani), gradić Žabljak (s mnogo raznih bratstava), i na kraju područje poznato kao Riječka Okolina i 'varošica' Rijeka u kojoj ima i nastanjenih katolika i muslimana. 
Ceklin na albanskom jeziku znači - plićak.
Najveće Ceklinsko bratstvo su Lopičići. Naselivši Ceklin negdje oko 1450. god. predstavljali su istočni bedem Crne Gore. Knez Riječke nahije uvijek je bio iz porodice Lopičića. Jedan od najpoznatijih je bio knez Grujica Lopičić koji je spasio život Svetom Petru Cetinjskom, a Njegoš ga je sahranio ispred Vlaške crkve uz najveće počasti.
U starije vrijeme, cijelo pleme se na Uskrs skupljalo kod crkve Sv. Ćekle (Tekle), ali nakon sukoba u kojem su nakon tuče odnijeli 70 ljudi na nosilima, od tada se više tu nisu skupljali, osim jednom godišnje. Bivši pazar prenose u Rijeku Crnojevića. Razlog tuče je bio taj što je jedan čovjek napravio jaje od korjena vinove loze i u tucanju jajima, na Uskrs, sve je pobjeđivao. Neko mu je izbio jaje iz ruke i nakon što je palo na kamen i nije se razbilo, prijevara je otkrivena. Jedni su jurnuli na njega da ga tuku, a drugi su ga branili.

## Vanjske poveznice
- Pleme Ceklin